# 大列車強盗 (1903年の映画)
『大列車強盗』（だいれっしゃごうとう、The Great Train Robbery）は1903年にアメリカで製作・公開されたサイレント映画である。トーマス・アルバ・エジソン率いるエジソン社が製作した作品で、監督・製作・撮影はエドウィン・S・ポーターが務めた。世界初の西部劇映画と呼ばれ、アメリカ映画では初めてといえる本格的なプロットを持った作品である。一部に着色が施されたバージョンも存在する。

## 概要

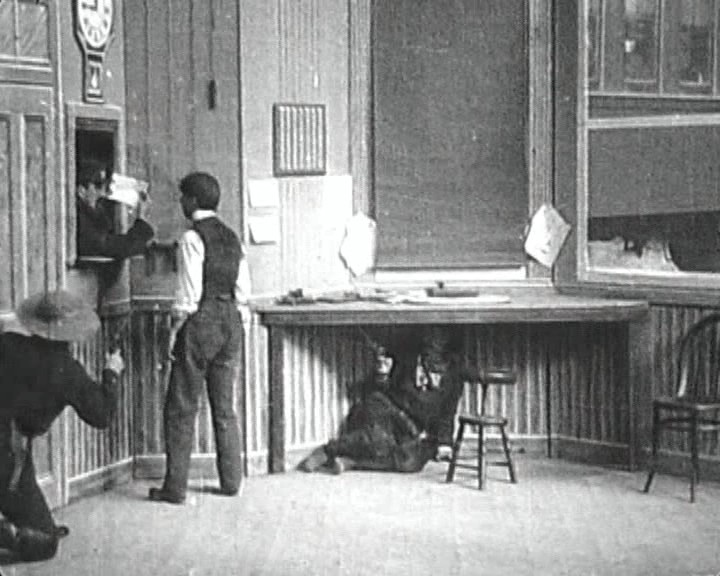
劇中のワンシーン

当時の映画はワンシーンワンショット撮影が主流で、カメラも固定されていた。この作品もワンシーンワンショットで撮られ、14シーンで構成されているものの、ロケーション撮影（当時は書き割の背景によるセット撮影が主流であった）や縦の構図の利用、並行描写、パン撮影などといった映画技術が使われ、映画独特の技法を使って表現した最初の映画の一つとなった。現代では「アメリカ映画の古典」と呼ばれて映画史的に高く評価されており、1990年にアメリカ国立フィルム登録簿に登録された。
1903年12月1日に公開され、大ヒットした。これを機にニッケルオデオンと呼ばれる5セントの入場料で見られる常設映画館が多く作られていった。ニッケルオデオン第1号であるペンシルベニア州の映画館が開館した時のこけら落としの上映作品がこの『大列車強盗』であった。
この映画では強盗の男が観客に向けて発砲するラストシーンが有名である。エジソン社のカタログにはこのシーンを「映画の冒頭にも最後にもつけることができる」と書かれていたという。この作品は全編遠景からのショットで描かれているが、このシーンだけ男の姿をクローズアップで映し出している。
本作は世界初の西部劇映画と呼ばれているが、近年では異論がある。その所以はそもそもこの作品が西部劇ではないということ（撮影場所が東海岸のニュージャージー州であったり、強盗映画に着想を得ている点などが理由として挙げられている）、この映画の前にも『キット・カーソン』『パイオニアーズ』といった西部劇が作られていたということなどである。しかし、この作品では西部劇の基本であるカウボーイ、拳銃、馬などが登場しており、西部劇では欠かせない列車強盗を題材にしている。また、この作品は初の西部劇または西部劇の元祖として認知されている。

## 構成
| シーン | 画像 | 内容 | 備考 |
| ------ | ---- | --- | --- |
| 1      |      | とある駅の電信室にピストルを持った2人の強盗が押し入り、通信員に列車を止めるよう脅迫。通信員は到着してきた列車の車掌に偽の書類を渡して列車を止めさせる。そして強盗はピストルで通信員を殴り、縛り上げて出て行く。                                                                              | |
| 2      |      | 通信員の偽の指示により列車は給水塔で停車。給水塔の影に隠れていた4人の強盗は、こっそりと列車に乗り込む。そして列車は出発。 | |
| 3      |      | 貨物車両で働いている郵便配達員は、強盗が侵入したことに気づく。配達員は貴重品が入った箱の鍵を外に投げ捨てる。そこへドアを突き破ってきた強盗が押し入り、配達員と銃撃戦となる。配達員は撃たれて死亡。強盗は鍵のかかった貴重品の箱をダイナマイトで吹き飛ばし、貴重品を手に入れて車両を出て行く。 | シーン3と4は、2人の強盗が貨物車を襲い、もう2人の強盗が機関車を襲っており、2つのシーンは同時進行で描かれている。 |
| 4      |      | 一方、もう2人の強盗は炭水車から機関車に忍び寄る。一人は機関士にピストルを突き付け、もう一人はシャベルを持った機関士の助手と格闘。助手を殴りつけて気絶させた強盗は助手を車両から投げ捨てる。そして機関士に列車を停車させる。                                                                  | シーン3と4は、2人の強盗が貨物車を襲い、もう2人の強盗が機関車を襲っており、2つのシーンは同時進行で描かれている。 |
| 5      |      | 停止した機関車からピストルを突き付けられた機関士が降り、機関車と列車の連結を外し機関車に再び乗り込む。 | |
| 6      |      | 一方、3人の強盗は乗客を客車から降ろし、列車脇に並ばせて金品を奪う。一人の乗客が逃げようとしたが、強盗に撃たれて倒れる。奪い終わった強盗は、ピストルを宙に向けて撃ちながら逃走。解放された乗客は、一斉に撃たれた乗客のもとに駈けつける。                                                      | |
| 7      |      | 3人の強盗は連結を外した機関車に乗り込み、列車は動き出す。 | |
| 8      |      | しばらく進んだところで列車を停車させた強盗は、金品の入った袋を背負って列車を降りて、山へ逃亡。 | 強盗が列車から山へ逃亡するところでパン撮影が使われている。                                                      |
| 9      |      | 山の中へ逃げ込んだ強盗は、坂を下り小川を渡り、そして川のそばに待たせてあった馬に乗る。 | 小川を渡って馬へ乗り込む強盗の姿をパン撮影でとらえている。                                                      |
| 10     |      | 駅の電信室。部屋に入ってきた少女は縛られている通信員の姿を見つけ、縄をほどく。 | |
| 11     |      | ダンスホールで保安官たちは女性たちと踊りに興じている。そこへ通信員が事件を知らせに来、保安官は急いでホールを出る。 | 着色版では女性のドレスに紫と黄色の着色がされている。                                                            |
| 12     |      | 強盗は追いかける警察隊に発砲しながら逃走。警察隊も応戦しながら追いかける。一人の強盗が撃たれて落馬、警察隊に撃たれる。 | |
| 13     |      | 警察隊から逃れた3人の強盗は、金品の入った袋の中身を確かめる。そこへ警官隊がやってきてそれに気付いた強盗と銃撃戦となる。1人、2人と撃たれていき、ついに最後の一人も撃たれる。 | 画面の奥から手前へと動く縦の構図が使われている。                                                                |
| 14     |      | 強盗のリーダーがカメラに向かって発砲する。 | 強盗のリーダーの姿はクローズアップで映し出される。着色版では彼の服が緑と紫で着色されている。                    |

## スタッフ
- 監督・脚本・撮影：エドウィン・S・ポーター

## 出演
- 保安官：A・C・エイバディ
- 乗客：ギルバート・M・アンダーソン
- ラストシーンの強盗：ジャスタス・D・バーンズ、
- ダンスホールの女性：マリー・マーレイ

## その他
監督のエドウィン・S・ポーターは2年後の1905年にパロディ映画『The Little Train Robbery』を製作している。出演者がすべて子供で、強盗に遭う列車もミニ機関車となっている。